# Selenga
Il Selenga (russo Селенга) o Selenge (mongolo Сэлэнгэ гол, Sėlėngė gol) è un fiume che scorre attraverso la Mongolia e la Russia. Nasce dalla confluenza dei fiumi Iderijn gol e Dėlgėrmôrôn e sfocia, dopo un percorso di 1.024 km - di cui 615 in territorio mongolo - nel lago Bajkal, di cui è uno dei principali affluenti. Percorrendo invece anche l'Ideriin gol la lunghezza del fiume arriva a 1.480 chilometri. Copre un bacino di 945.480 km² (secondo altre fonti sono invece 447.000 km²). Da novembre a metà maggio il fiume è ghiacciato.

## Percorso
Il fiume nasce circa 375 chilometri (in linea d'aria) a sud-est dell'estremità meridionale del Lago Bajkal e circa 150 a nord dei monti Hangaj dall'unione di due fiumi, il Dėlgėrmörön e l'Iderijn gol che riceve le acque del suo affluente principale, il Chuluut, pochi chilometri prima.
(Posizione: 49,3473524, 102,3623317)
Da qui scorre in direzione nord-ovest verso la Mongolia settentrionale. Presso la cittadina di Sėlėngė, a nord di Erdenet, da nord-ovest riceve dal fiume Eg (o Ėgijn gol, Эгийн гол) le acque del lago Hôvsgôl Nuur. Vicino al confine russo una parte del Selenga, da Sùhbaatar, va a nord, un'altra riceve da sud l'Orhon. Presso Ust-Kyachta il fiume ha una portata media di 23 m³/s in febbraio e di 601 m³/s in agosto.
Si dirige poi verso nord, in Russia, ricevendo le acque degli affluenti: Džida (Джида), Temnik (Темник), Čikoj (Чикой), Chilok (Хилок) e Uda (Уда); volge successivamente il suo corso a nordovest e sfocia nel lago Bajkal presso Selenginsk, formando un vasto delta (546 km²).

## Città
Lungo il Selenga si trovano tra le altre le seguenti città:
- Chutag (Mongolia)
- Sėlėngė (Mongolia)
- Sùhbaatar (Mongolia, al confine con la Russia)
- Ulan-Udė (Russia)
- Selenginsk (Russia, all'inizio del delta)

## Galleria d'immagini

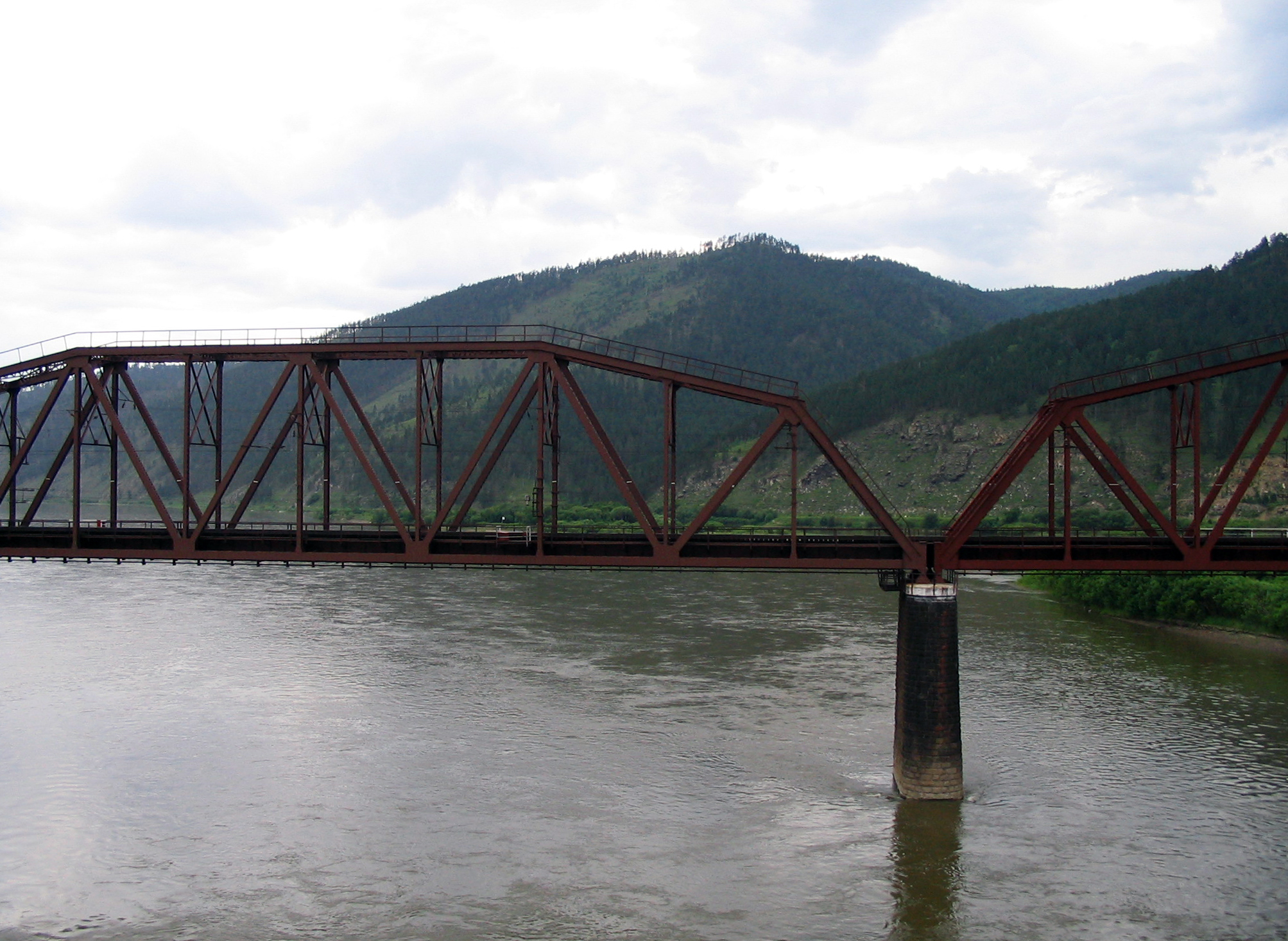
Ponte ferroviario presso Ulan Ude
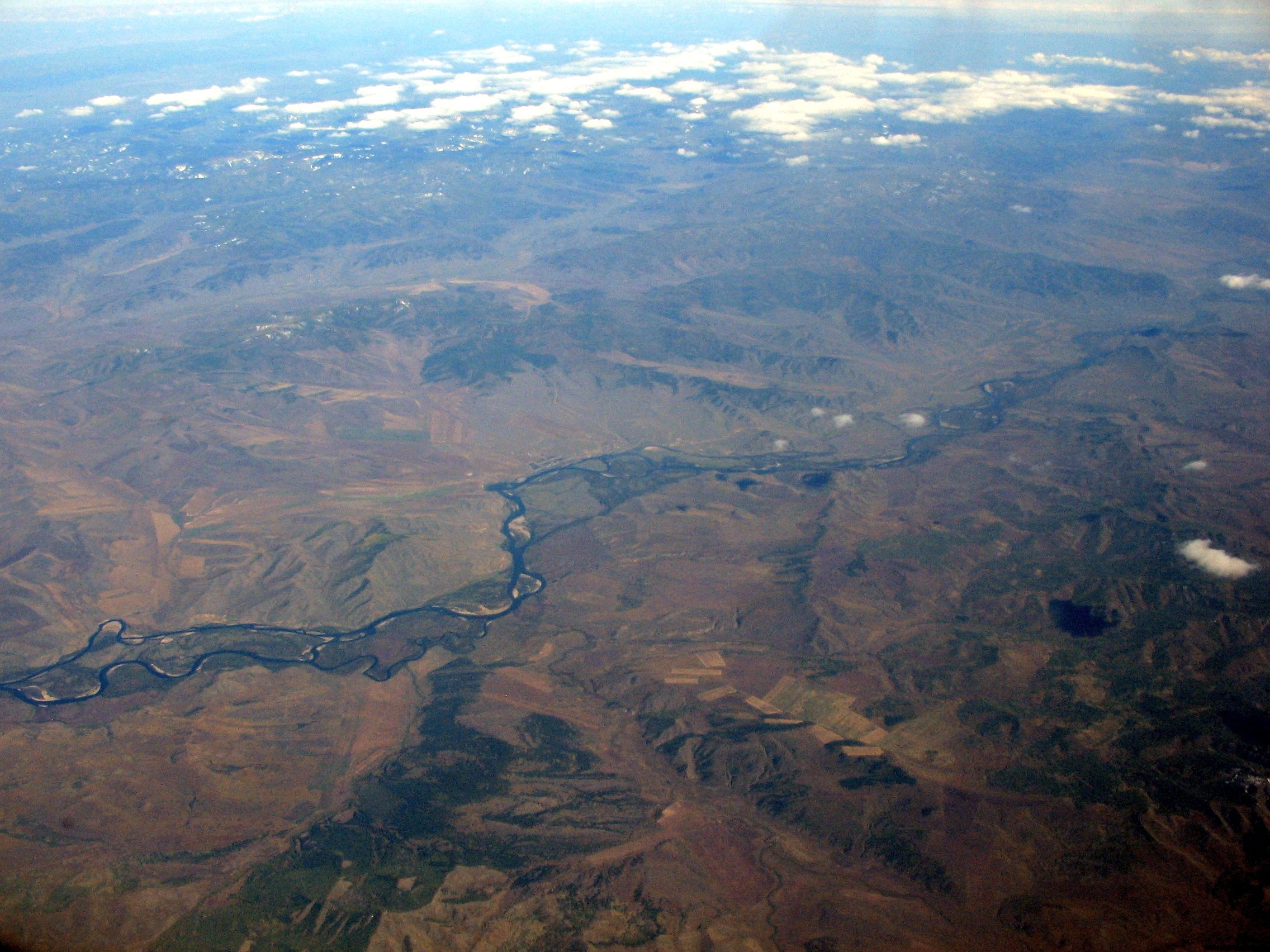
Il Selenga vista dall'alto
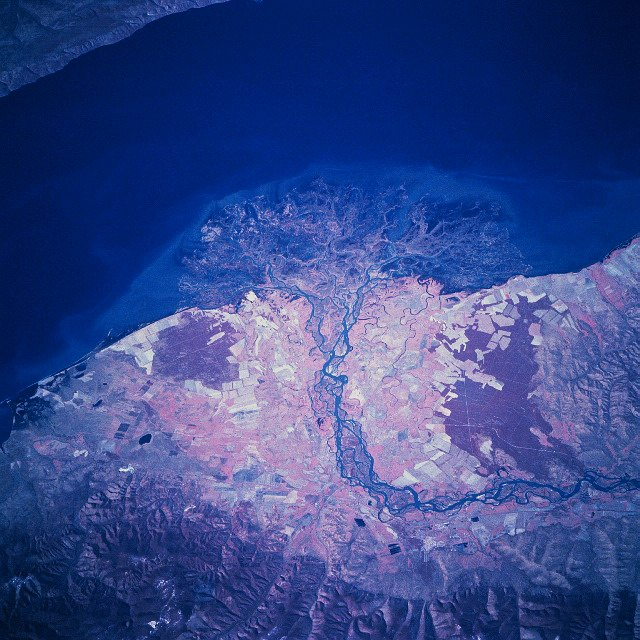
Il delta del fiume
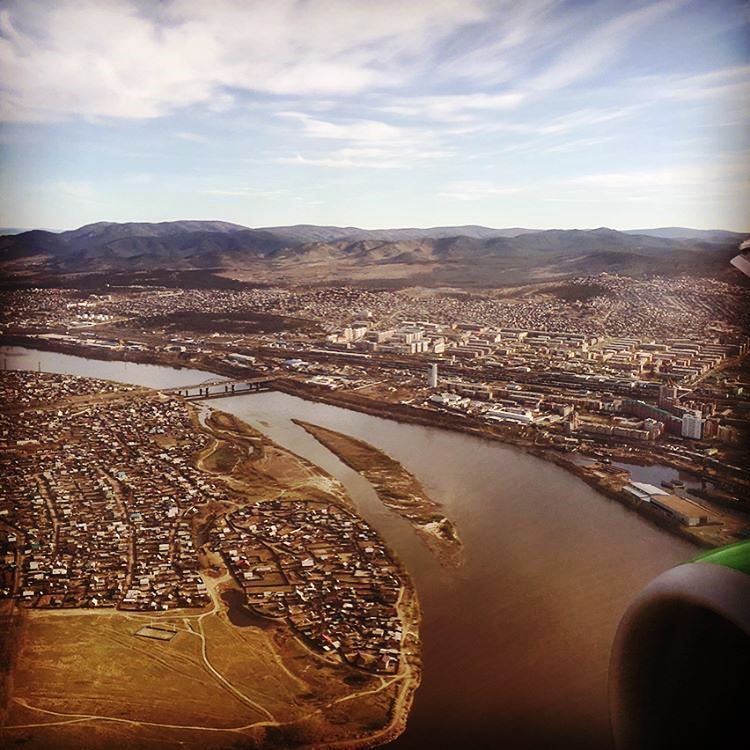
Ponticello della strada attraverso il Selenga a Ulan-Ude
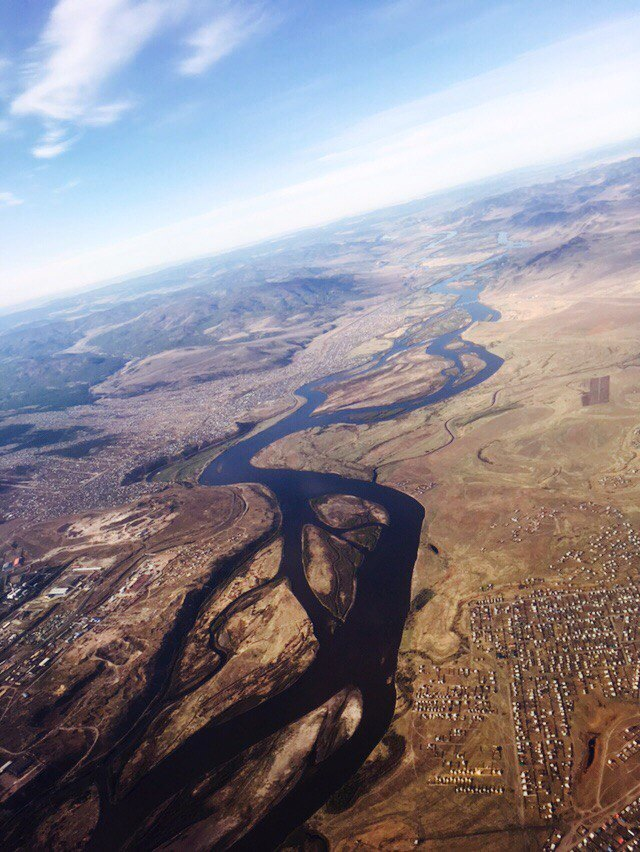
Isole e canali sul fiume Selenga nella città di Ulan-Ude